# Hagi, Yamaguchi
Hagi (萩市 Thu thị) một thành phố thuộc tỉnh Yamaguchi, Nhật Bản.